# 2687 Торталі
2687 Торталі (2687 Tortali) — астероїд головного поясу, відкритий 18 квітня 1982 року.
Тіссеранів параметр щодо Юпітера — 3,424.